# Новий (Канаський район)
Новий (рос. Новый, чув. Новый) — селище у складі Канаського району Чувашії, Росія. Входить до складу Малобікшихського сільського поселення.
Населення — 66 осіб (2010; 69 у 2002).
Національний склад:
- чуваші — 97 %